# Trešnjevačka ljepotica
Trešnjevačka ljepotica ili stambeno-poslovni toranj Ozaljska je stambeno-poslovni neboder u zagrebačkom kvartu Trešnjevka. Projektant nebodera je arhitekt Slavko Jelinek.
Investitor i izvođač radova bila je tvrtka G.P. Industrogradnja. Neboder je građen od 1967. do 1969. godine i upamćen je kao prvi neboder građen novom tehnologijom gradnje, takozvano kliznom oplatom, koja do tada u nas nije korištena za stambene zgrade. Projektiran je da može izdržati i najrazorniji potres.
Neboder je visok 73 metra. Ima 22 kata, od toga su prizemlje i prva dva kata poslovni prostor (trgovine i uredi) a ostatak je stambeni prostor. Na svakom katu nalazi se 9 stambenih jedinica.
Neboder se nalazi u Ozaljskoj ulici broj 93, između Selske ulice i "Remize".
Trešnjevačka ljepotica je posljednji u nizu projekata arhitekta Slavka Jelineka, čiji su radovi uvelike utjecali na suvremeni vizualni identitet Trešnjevke. Vjeruje se da su ime Trešnjevačkoj ljepotici nadjenuli prolaznici.

## Vanjske poveznice
|  | Zajednički poslužitelj ima još gradiva o temi Trešnjevačka ljepotica |